# Teoria de la selecció r/K

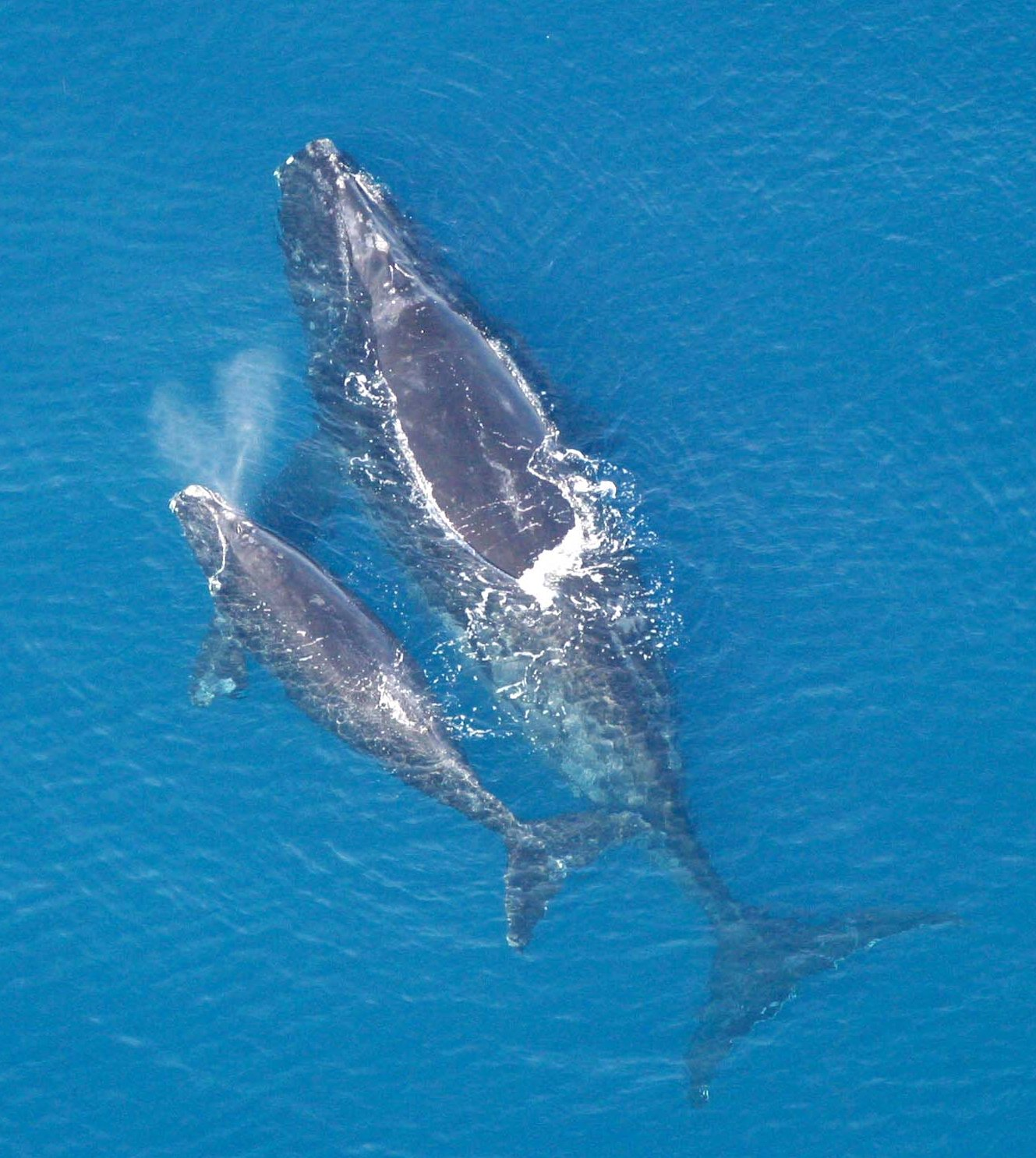
Una balena franca comuna amb un sol balenó. La reproducció de les balenes segueix una estratègia de selecció K, amb descendència poc nombrosa, un llarg període de gestació, cura parental de llarga durada i molts anys fins a assolir la maduresa sexual.

En ecologia, la teoria de la selecció r/K explica la manera en què se seleccionen els trets d'un organisme, adoptant un equilibri entre la quantitat i la quantitat de la descendència.

## Explicació
Segons aquesta teoria, les espècies adopten una de dues estratègies:
- L'estratègia r dona precedència a la quantitat. Les espècies produeixen una gran descendència, el més aviat possible, normalment amb una mortalitat molt elevada. És una adaptació a entorns inestables i imprevisibles. Altres trets associats a aquesta estratègia són una mida corporal petita, una esperança de vida curta i la capacitat de dispersar la descendència. Alguns exemples són els bacteris, insectes, herbes o alguns mamífers petits com ara els rosegadors.

- L'estratègia K prefereix la qualitat, caracteritzant-se per una durada de vida llarga i una reproducció més rara i tardana. Acostumen a tenir un cos més gros i la descendència sovint exigeix cura per part dels progenitors fins que maduren. Alguns exemples són els elefants, humans, balenes, o organismes més petits com ara lloros o àguiles.

Aquests termes, r i K, es manlleven de l'àlgebra ecològica estàndard, il·lustrada en el model de Verhulst de dinàmica de poblacions:
{\displaystyle {\frac {dN}{dt}}=rN\left(1-{\frac {N}{K}}\right)}
on N és la població, r (de l'anglès rate «taxa») la taxa de creixement natural, K (de l'alemany Kapazitätsgrenze, «límit de capacitat») la capacitat de càrrega d'un entorn biològic, i dN/dt la derivada de N respecte del temps t, és a dir la taxa de canvi de la població al llarg del temps. Així doncs, l'equació relaciona el creixement de la població N amb la mida actual de la població, incorporant l'efecte dels dos paràmetres constants r i K.

## Història
La teoria fou proposada pels ecòlegs Robert MacArthur i Edward Osborne Wilson, el 1967, a partir del seu treball en biogeografia insular, malgrat que el concepte de l'evolució de les estratègies en la història de vida d'una espècie ve de més lluny.
Fou popular als 70 i 80, però perdé importància a inicis dels 90, quan fou criticat per diversos estudis empírics. La teoria d'història de la vida ha reemplaçat el de la selecció r/K incorporant-ne però alguns temes com a subconjunt de la teoria d'història de la vida. Alguns científics prefereixen ara els termes d'història de la vida ràpida o lenta en substitució d'estratègies reproductives r o K, respectivament.
Els ecòlegs actuals pensen que les espècies se situen en un espectre, i poden tenir trets r i trets K alhora en el seu comportament reproductiu.